# Heinrich Bollandt
Heinrich Bollandt   (Turíngia, juliol 1578 - Bayreuth, 19 d'agost de 1653) va ser un pintor de la cort de Christian, margravi de Brandenburg-Bayreuth; un dels primers artistes del que es coneixeria com el Renaixement de Brandenburg. La majoria de les seves obres eren retrats.

## Biografia

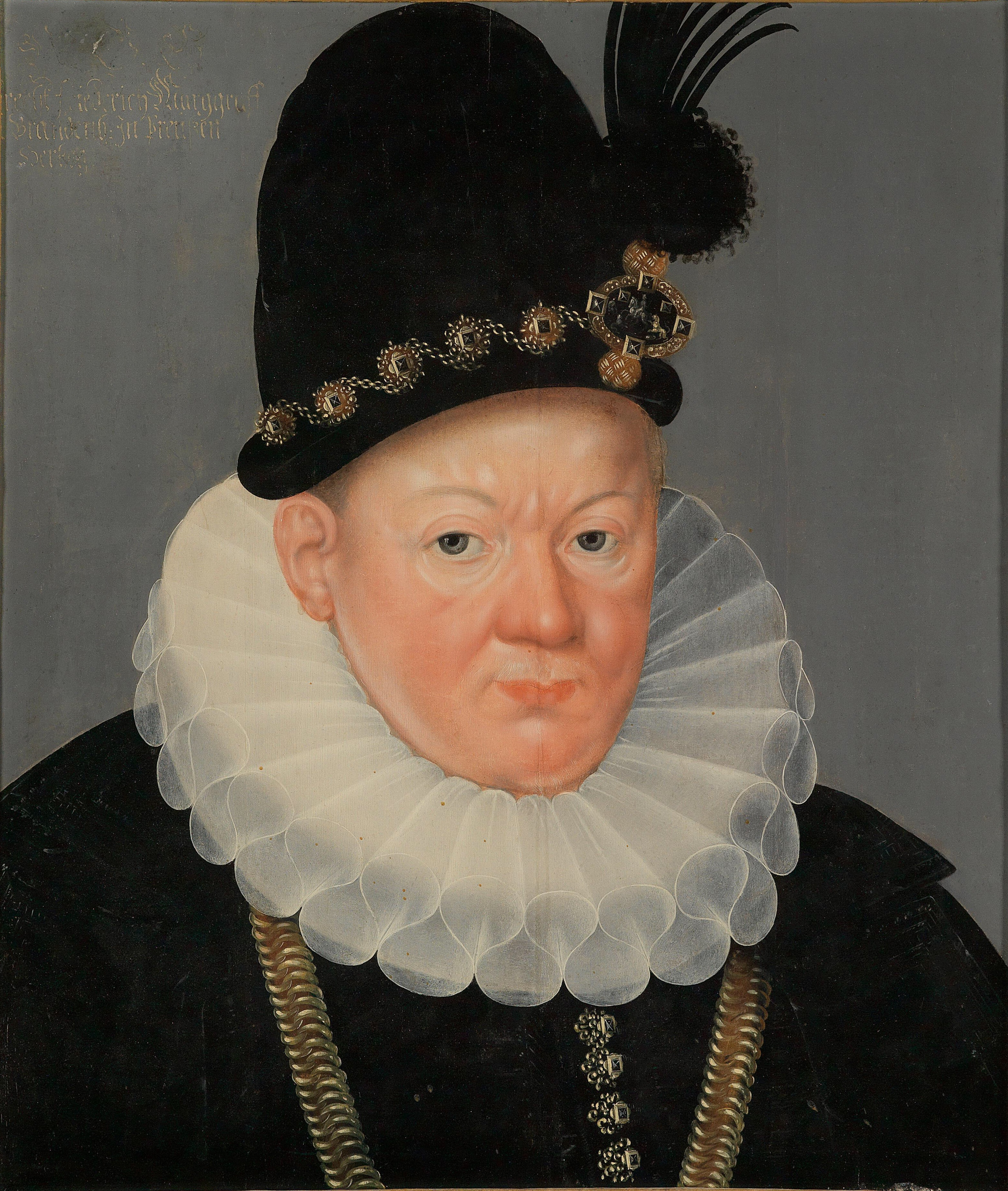
Albert Frederic, duc de Prússia (abans de 1618)

La seva joventut la va passar a Turíngia i probablement va prendre les seves primeres lliçons d'art del pintor de la cort, Johann Spenlin de Weimar i Dresden. Quan Spenlin va morir el 1609, Bollandt es va casar amb la seva vídua i va desenvolupar una associació amb un artista anomenat Johann Jeremias Erhard, que va treballar amb ell en nombroses pintures. Al voltant de 1615, ell i Erhard es van traslladar junts al Principat de Bayreuth i, l'any següent, Erhard es va casar amb una de les fillastres de Bollandt.

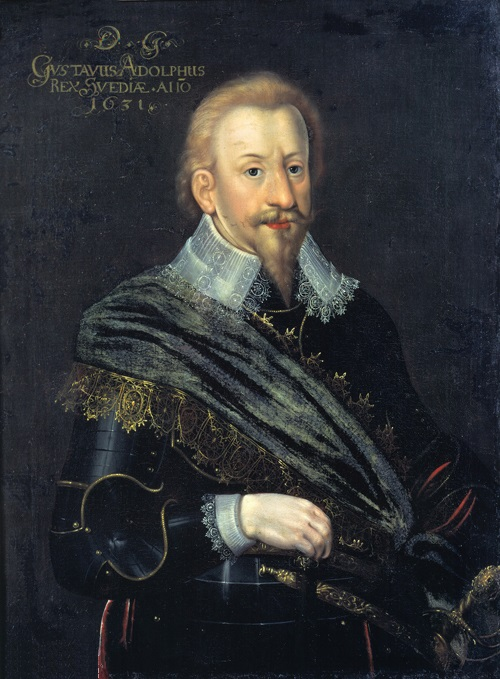
Gustavus Adolphus (1631)

Aquí, va començar el període més productiu de la seva carrera com a pintor oficial a la cort del Margrave Christian. De fet, la majoria de les seves obres supervivents daten d'aquest període. El 1623, estava rebent un sou anual de 230 Gulden. Després de 1619, la seva compensació per obres individuals també està en gran part registrada.
La seva dona va morir el 1625 i va ser enterrada a Bayreuth.
Tot i que la Guerra dels Trenta Anys havia començat l'any 1618, va poder romandre a Bayreuth fins al voltant de 1635, quan va fugir a Lübeck, on se li va concedir un permís del Gremi de Pintors per ser Freimeister, amb la condició de pintar només retrats. Hi va romandre durant deu anys, vivint amb un aprenent, Michael Conrad Hirt, que es va casar amb la filla de Bollandt, Anna Maria, el 1638.
Acabada la guerra, va tornar a Bayreuth, on va morir i va ser enterrada.